# پزشک عمومی

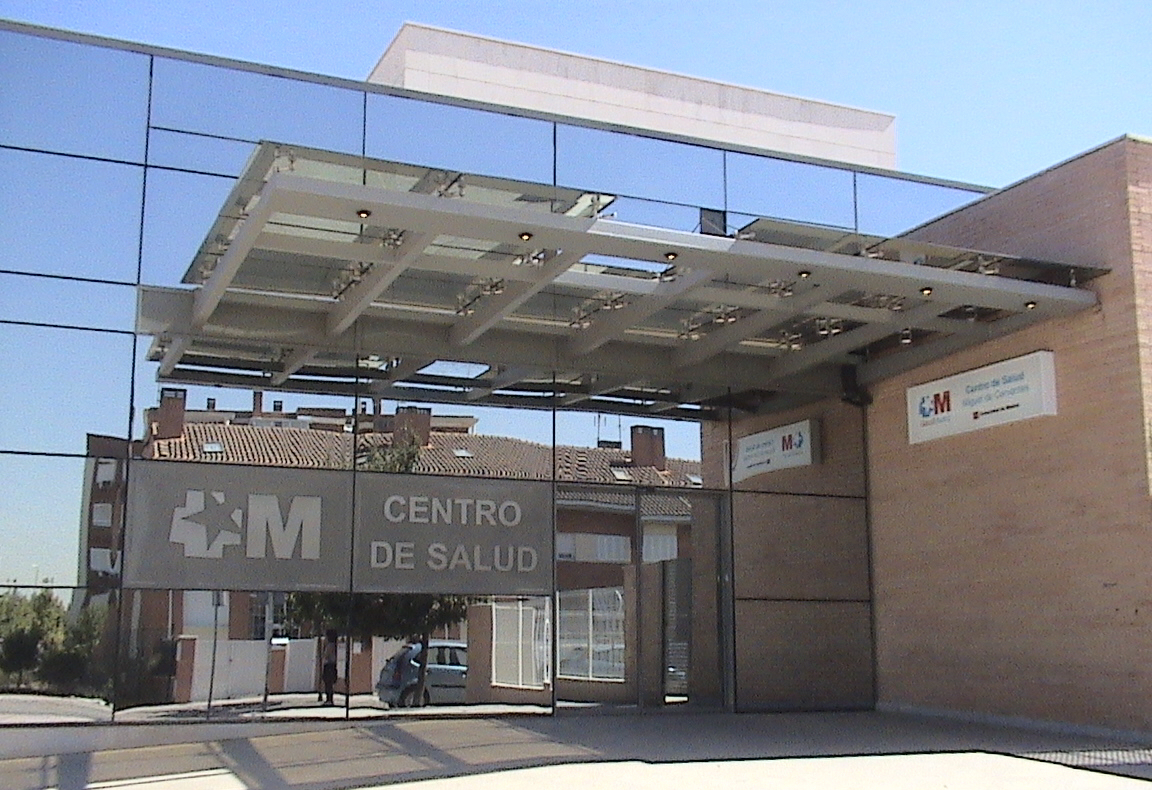
مرکز بهداشت در اسپانیا

در حرفه پزشکی پزشک عمومی، پزشکی است که بیماریهای حاد و مزمن را درمان می‌کند و خدمات پیشگیری و آموزش سلامت را به بیماران ارائه می‌کند.
یک پزشک عمومی همه انواع بیماری‌ها را مدیریت می‌کند که به شکل تمایز نیافته و در مراحل اولیه از شروعشان هستند و گاهی ممکن است نیاز به مداخله فوری داشته باشند. هدف یک پزشک عمومی در یک مواجهه، داشتن نگرشی کلی در رسیدگی به عوامل بیولوژیک، روحی و اجتماعی است که باید برای مراقبت  بیماری در هر مریض مورد توجه قرار گیرند. وظایف پزشکان عمومی به ارگان‌های خاصی از بدن محدود نمی‌شود و آنها مهارتهای نسبی در زمینه درمان اشخاص با مشکلات متعدد سلامتی را دارا هستند. آنها آموزش دیده‌اند تا بیماران را در هر سن و از هر جنسی، تا سطح خاصی از پیچیدگی که بین کشورهای مختلف، متفاوت است، درمان کنند.
طول دوره آن متشکل از ۲٬۵ سال علوم پایه /۱۲ماه فیزیو پاتولوژی /۲۱ ماه کاراموزی/۱۸ ماه کارورزی است که در مجموع ۷/۵ سال تا ۸ سال طول می‌کشد.